# Sông Tiên (Trung Quốc)
Sông Tiên (tiếng Trung: 1) 湔江, Jiān Jiāng, Tiên giang; hoặc 2) 涧河, Jiàn Hé, Giản hà) là một dòng sông tại huyện tự trị Bắc Xuyên, tỉnh Tứ Xuyên, Trung Quốc, là đầu nguồn của sông Thông Khẩu (通口河, Tongkou Hé, Thông Khẩu hà). Trận động đất Tứ Xuyên năm 2008 đã tạo ra một con đập từ đất lở trượt chặn dòng sông, tạo nên hồ Đường Gia Sơn. Hơn 10 vạn người đã phải sơ tán khỏi khu vực hạ lưu. Một tuyến kênh thoát nước đã được khẩn trương xây dựng để xả bớt nước hồ ra nơi khác.